# تل مهره‌ای
تل مهره‌ای مربوط به دوران‌های تاریخی پس از اسلام است و در شهرستان نیریز، روستای ده چاه واقع شده و این اثر در تاریخ ۲۳ بهمن ۱۳۸۰ با شمارهٔ ثبت ۴۷۱۹ به‌عنوان یکی از آثار ملی ایران به ثبت رسیده است.